# Asociační mapování
Asociační mapování, také známé jako „mapování vazebné nerovnováhy“, je genetická metoda mapování lokusů kvantitativních vlastností (QTL), která využívá historické vazebné nerovnováhy k propojení fenotypů (pozorovatelné charakteristiky) s genotypy (genetická podstata organismů) k odhalení genetických asociací.

## Teorie
Asociační mapování je založeno na myšlence, že znaky, které se v populaci objevily teprve nedávno, budou stále spojeny s okolní genetickou sekvencí původního evolučního předka, nebo jinými slovy, budou častěji nalezeny v daném haplotypu než mimo něj. Nejčastěji se provádí skenováním celého genomu pro významné asociace mezi panelem jednonukleotidových polymorfismů (SNP) a konkrétním fenotypem. U takových asociací se následně ověřuje zda (a) přímo přispívají k danému znaku, nebo (b) jsou ve vazbě/vazebné nerovnováze s lokusem kvantitativního znaku (QTL), který ovlivňuje daný znak.
Cílem asociačního mapování je identifikovat specifické funkční genetické varianty (lokusy, alely) spojené s fenotypovými rozdíly ve znaku, aby se usnadnila detekce sekvenčních polymorfismů DNA způsobujících daný znak a selekce genotypů, které se fenotypu velmi podobají. Identifikace těchto funkčních variant vyžaduje vysoce výkonné markery, jako jsou SNP.

## Použití
Výhodou asociačního mapování je, že dokáže mapovat kvantitativní znaky s vysokým rozlišením statisticky výkonným způsobem. Asociační mapování zároveň vyžaduje rozsáhlé znalosti o SNP v genomu daného organismu, a proto je těžko použitelné pro druhy, které zatím nejsou dostatečně prozkoumány nebo nemají dobře anotované genomy. Asociační mapování se nejvíce využívá při studiu lidských onemocnění, konkrétně ve formě celogenomové asociační studie (GWAS). Celogenomová asociační studie spočívá v pátrání v celém genomu po SNP spojeném s konkrétním znakem, nebo v případě lidského onemocnění s konkrétní chorobou. K dnešnímu dni byly na lidském genomu provedeny tisíce celogenomových asociačních studií ve snaze identifikovat SNP spojené s širokou škálou komplexních lidských onemocnění (např. rakovina, Alzheimerova choroba či obezita). Výsledky všech takto publikovaných GWAS jsou uchovávány v databázi NIH (obrázek 1). Zda tyto studie byly nebo nebyly klinicky a/nebo léčebně užitečné, však zůstává sporné.

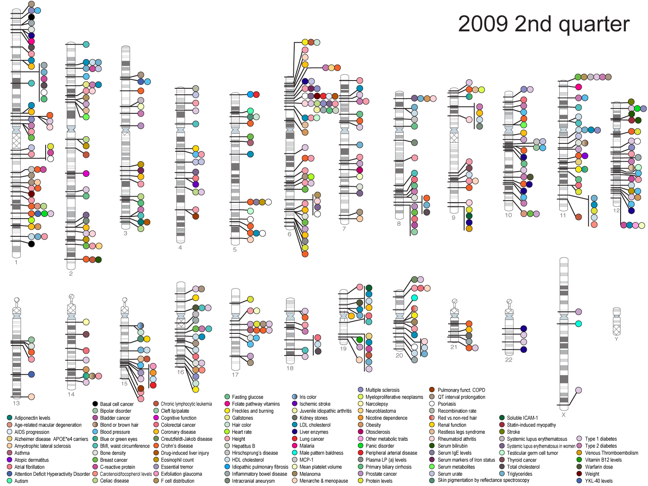
Obrázek 1. Publikované genomové asociace do 6/2009, 439 publikovaných GWAS na p < 5 × ^{10-8}.

## Typy a variace
(B) Asociační mapování v populaci, kde předpokládáme příbuznost členů
Existuje několik standardních metod pro testování asociací. Případové kontrolní studie byly jedním z prvních přístupů využívaných k určení, zda je určitá genetická varianta spojena se zvýšeným rizikem onemocnění u lidí. Woofle v roce 1955 navrhl statistiku relativního rizika, která by mohla být použita k posouzení rizika v závislosti na genotypu. Stále trvají pochyby ohledně vyváženosti odpovídajících případů a kontrol. Zejména stratifikace populace může vést k falešně pozitivním asociacím. Kvůli těmto obavám navrhli Falk a Rubenstein (1987) metodu pro hodnocení relativního rizika, která využívá rodinné kontroly, čímž se vyhne tomuto druhu potenciálních chyb. V zásadě metoda používá kontrolní vzorek rodičovských alel nebo haplotypů, které nebyly přeneseny na postižené potomstvo.
(A) Asociační mapování v populaci, kde předpokládáme nezávislost členů
V reálném světě je velmi těžké najít nezávislé (nepříbuzné) jedince. Populační asociační mapování bylo upraveno tak, aby usměrňovalo stratifikaci nebo příbuznost ve vnořeném asociačním mapování (NAM). Stále existuje jedno další omezení v populačním mapování QTL, a sice že frekvence výhodné alely by měla být relativně vysoká, aby mohla být detekována. Výhodné alely jsou obvykle vzácné mutantní alely (například rezistentní rodič může být 1 z 10 000 genotypů). Další variantou asociačního mapování v příbuzných populacích je rodinné asociační mapování. V rodinném asociačním mapování se místo několika nepříbuzných jedinců používá několik nepříbuzných rodin nebo rodokmenů. Rodinné asociační mapování  lze použít v situacích, kdy byly mutantní alely vneseny do populací introgresí. Jedním z oblíbených rodinných asociačních mapování je test transmisní nerovnováhy.

## Výhody
Výhody populačního asociačního mapování, které využívá vzorky jedinců ze sbírek zárodečné plazmy nebo přirozených populací, oproti tradičnímu mapování QTL u biparentálních křížení jsou v první řadě způsobeny dostupností širší palety genetických variací s širším pozadím pro korelace markerů a vlastností. Již zmíněnou výhodou asociačního mapování je, že s jeho pomocí dokážeme mapovat kvantitativní znaky s vysokým rozlišením způsobem, který je statisticky velmi výkonný. Rozlišení mapování závisí na rozsahu vazebné nerovnováhy (LD) nebo nenáhodné asociace markerů, které se vyskytly v genomu. Asociační mapování nabízí příležitost prozkoumat rozmanitý genetický materiál a potenciálně identifikovat více alel a mechanismů ovlivňujících vlastnosti organismu. Využívá rekombinační události, ke kterým došlo v delším časovém úseku. Asociační mapování umožňuje využití historicky naměřených dat o vlastnostech pro asociaci a konečně nepotřebuje drahý a zdlouhavý vývoj biparentálních populací, což činí tento přístup časově úsporným a nákladově efektivním.

## Omezení
Hlavním problémem asociačních studií je tendence k falešně pozitivním výsledkům. Populace vykazující požadovaný znak současně nesou specifickou genovou variantu ne proto, že varianta skutečně řídí znak, ale kvůli genetické příbuznosti v rámci populace. Zejména nepřímé asociace, které za daný znak zdánlivě odpovídají, nebudou eliminovány zvýšením velikosti vzorku nebo počtu markerů. Hlavními zdroji takových falešně pozitivních výsledků jsou vazby mezi místy odpovědnými za daný znak a místy neodpovědnými, spíše než případ jednoho odpovědného místa a epistáze. Tyto nepřímé asociace jsou nenáhodně rozmístěny v celém genomu a jsou méně časté než falešně pozitivní výsledky vyplývající ze struktury populace.
Podobně struktura populace vždy zůstávala stálým problémem. Struktura populace vede k falešným asociacím mezi markery a znakem. Obecně nejde o problém v analýze vazeb, protože výzkumníci znají genetickou strukturu rodiny, kterou vytvořili. Ale při asociačním mapování, kde vztahy mezi různými populacemi nejsou nutně správně pochopeny, lze asociace marker-znak vyplývající z příbuznosti a evoluční historie snadno zaměnit za kauzální. To lze zohlednit u smíšených modelů MLM. Model, označován také jako model Q+K, byl vyvinut za účelem dalšího snížení míry falešně pozitivních výsledků zohledňováním jak struktury populace, tak i skryté rodinné příbuznosti.